# Helmut Koch
Helmut Koch (ur. 5 kwietnia 1908 w Wuppertalu, zm. 26 stycznia 1975 w Berlinie) – niemiecki dyrygent.

## Życiorys
Uczył się gry na skrzypcach i fortepianie oraz dyrygentury w Rheinische Musikhochschule w Kolonii, w Folkwangschule w Essen oraz prywatnie w Winterthur. Jego nauczycielami byli Max Fiedler, Fritz Lehmann i Hermann Scherchen. Zadebiutował jako dyrygent w 1932 roku w Berlinie, prowadząc oratorium Mann in Beton Waltera Gronostaya. Od 1938 do 1945 roku pracował jako kierownik nagrań w firmie fonograficznej Carla Lindströma. W 1945 roku założył w Berlinie orkiestrę kameralną i zespół solistów przy rozgłośni radiowej, a w 1948 roku chór radiowy. Od 1950 roku wykładał w berlińskiej Hochschule für Musik. Występował w berlińskiej Staatsoper. Od 1963 roku dyrygował Berliner Singakademie. Dokonał licznych nagrań płytowych. Zasłynął przede wszystkim jako interpretator dzieł G.F. Händla. Interesował się muzyką wczesnego baroku, dokonał nagrania Orfeusza Claudia Monteverdiego. Wykonywał też muzykę współczesną, dokonując prawykonań dzieł wielu kompozytorów wschodnioniemieckich.